# Leena Lehtolainen
Leena Lehtolainen (Vesanto, 11 de marzo de 1964) es una escritora finlandesa.
Escribe sobre la temática de novelas policíacas. 
Lehtolainen fue galardonado con el Premio Legión del Libro otorgado por la Cámara Uruguaya del Libro.

## Libros
- Ja äkkiä onkin toukokuu (1976)
- Kitara on rakkauteni (1981)
- Ensimmäinen murhani (1993)
- Harmin paikka (1994)
- Kuparisydän (1995)
- Luminainen (1996)
- Kuolemanspiraali (1997)
- Tuulen puolella (1998)
- Tappava säde (1999)
- Ennen lähtöä (2000)
- Sukkanauhatyttö ja muita kertomuksia (2001)
- Kun luulit unohtaneesi (2002)
- Veren vimma (2003)
- Jonakin onnellisena päivänä (2004)
- Rivo Satakieli (2005)
- Viimeinen kesäyö ja muita kertomuksia (2006)
- Luonas en ollutkaan (2007)
- Väärän jäljillä (2008)
- Henkivartija (2009)
- Minne tytöt kadonneet (2010)